# Olympische Winterspiele 2014/Teilnehmer (Georgien)
| Gelbes Symbol für Goldmedaillen mit stilisierten Olympischen Ringen | Graues Symbol für Silbermedaillen mit stilisierten Olympischen Ringen | Braundes Symbol für Bronzemedaillen mit stilisierten Olympischen Ringen |
| ------------------------------------------------------------------- | --------------------------------------------------------------------- | ----------------------------------------------------------------------- |
| —                                                                   | —                                                                     | —                                                                       |

Georgien nahm an den Olympischen Winterspielen 2014 in Sotschi mit vier Athleten in zwei Sportarten teil.

## Sportarten

### Ski Alpin
| Frauen - Nino Ziklauri | Männer - Iason Abramaschwili - Aleksandre Beniaidse |

### Eiskunstlauf
| Frauen - Elene Gedewanischwili |